# U17-Europamästerskapet i handboll för damer
U17-Europamästerskapet i handboll för damer spelas sedan 1992.

## Medaljörer
| År   | Värdnation | Final         | Final    | Final        | Match om tredjepris | Match om tredjepris | Match om tredjepris |
| År   | Värdnation | Vinnare       | Resultat | Tvåa         | Trea                | Resultat            | Fyra                |
| ---- | ---------- | ------------- | -------- | ------------ | ------------------- | ------------------- | ------------------- |
| 1992 | Ungern     | Norge U18     | 17 – 14  | Danmark U18  | Tyskland U18        | 14 – 12             | Ungern U18          |
| 1994 | Litauen    | Ukraina U18   | 24 – 16  | Tjeckien U18 | Danmark U18         | 18 – 15             | Rumänien U18        |
| 1997 | Österrike  | Spanien U18   | 20 – 11  | Norge U18    | Ryssland U18        | 30 – 21             | Rumänien U18        |
| 1999 | Tyskland   | Rumänien U18  | 31 – 26  | Ryssland U18 | Tyskland U18        | 25 – 23             | Sverige U18         |
| 2001 | Turkiet    | Ryssland U18  | 26 – 14  | Tyskland U18 | Ungern U18          | 21 – 20             | Kroatien U18        |
| 2003 | Ryssland   | Ryssland U18  | 28 – 23  | Rumänien U18 | Ungern U18          | 26 – 20             | Danmark U18         |
| 2005 | Österrike  | Danmark U18   | 29 – 26  | Rumänien U18 | Frankrike U18       | 30 – 21             | Slovenien U18       |
| 2007 | Slovakien  | Frankrike U18 | 30 – 20  | Spanien U18  | Nederländerna U18   | 32 – 27             | Ryssland U18        |
| 2009 | Serbien    | Danmark U18   | 24 – 23  | Ryssland U18 | Norge U18           | 40 – 28             | Frankrike U18       |
| 2011 | Tjeckien   | Ryssland U18  | 24 – 23  | Danmark U18  | Norge U18           | 28 – 16             | Ungern U18          |
| 2013 | Polen      | Sverige U18   | 26 – 24  | Ryssland U18 | Danmark U18         | 42 – 28             | Portugal U18        |
| 2015 | Makedonien | Danmark U18   | 25 – 24  | Ryssland U18 | Ungern U18          | 34 – 31             | Rumänien U18        |
| 2017 | Slovakien  | Tyskland U18  | 23 – 18  | Norge U18    | Ungern U18          | 32 – 18             | Frankrike U18       |
| 2019 | Slovenien  | Ungern U18    | 28 – 24  | Sverige U18  | Frankrike U18       | 28 – 21             | Danmark U18         |
| 2021 | Montenegro | Ungern U18    | 25 – 19  | Tyskland U18 | Ryssland U18        | 37 – 30             | Danmark U18         |
| 2023 | Montenegro | Frankrike U18 | 24 – 19  | Danmark U18  | Tyskland U18        | 31 – 27             | Kroatien U18        |

## Medaljranking
| Pl.    | Nation            | Guld | Silver | Brons | Totalt |
| ------ | ----------------- | ---- | ------ | ----- | ------ |
| 1      | Ryssland U18      | 3    | 4      | 2     | 9      |
| 2      | Danmark U18       | 3    | 3      | 2     | 8      |
| 3      | Ungern U18        | 2    | 0      | 4     | 6      |
| 4      | Frankrike U18     | 2    | 0      | 2     | 4      |
| 5      | Tyskland U18      | 1    | 2      | 3     | 6      |
| 6      | Norge U18         | 1    | 2      | 2     | 5      |
| 7      | Rumänien U18      | 1    | 2      | 0     | 3      |
| 8      | Spanien U18       | 1    | 1      | 0     | 2      |
| 8      | Sverige U18       | 1    | 1      | 0     | 2      |
| 10     | Ukraina U18       | 1    | 0      | 0     | 1      |
| 11     | Tjeckien U18      | 0    | 1      | 0     | 1      |
| 12     | Nederländerna U18 | 0    | 0      | 1     | 1      |
| Totalt | Totalt            | 16   | 16     | 16    | 48     |